# Тетерешть (комуна)
Тетерешть, Тетерешті (рум. Tătărăști) — комуна у повіті Бакеу в Румунії. До складу комуни входять такі села (дані про населення за 2002 рік):
- Гердана (397 осіб)
- Джурджень (273 особи)
- Дреджешть (403 особи)
- Корній-де-Жос (134 особи)
- Корній-де-Сус (860 осіб)
- Тетерешть (454 особи)
- Унгурень (102 особи)

Комуна розташована на відстані 216 км на північний схід від Бухареста, 45 км на південний схід від Бакеу, 108 км на південь від Ясс, 108 км на північний захід від Галаца, 138 км на північний схід від Брашова.

## Населення
За даними перепису населення 2002 року у комуні проживали 2623 особи.
Національний склад населення комуни:
| Національність | Кількість осіб | Відсоток |
| -------------- | -------------- | -------- |
| румуни         | 2621           | 99,9%    |
| угорці         | 2              | 0,1%     |

Рідною мовою назвали:
| Мова      | Кількість осіб | Відсоток |
| --------- | -------------- | -------- |
| румунську | 2621           | 99,9%    |
| угорську  | 2              | 0,1%     |

Склад населення комуни за віросповіданням:
| Релігія       | Кількість осіб | Відсоток |
| ------------- | -------------- | -------- |
| православні   | 2621           | 99,9%    |
| римо-католики | 2              | 0,1%     |